# Jurij Vasziljevics Kondratyuk
Jurij Vasziljevics Kondratyuk (Poltava, 1897. június 21. – Kaluga, 1942. február 25.) ukrán származású szovjet rakétakutató.

## Életpálya
Úttörő munkássága az első világháború idejéig nyúlik vissza. Kutatásait teljesen függetlenül (nem ismerve Konsztantyin Ciolkovszkij munkáját), önállóan végezte. A rakétadinamika több kérdését eredeti módszerrel oldotta meg.

## Tudományos munkássága
Vizsgálatainak főbb területei:
az energetikailag legkedvezőbb pályák,
az űreszközök pálya menti és leszálló műveletei,
a több lépcsős rakéták elmélete,
különleges rakéta-hajtóanyagok (fémek, metalloidok, boránok),

## Írásai
- 1918–1919-ben készült kézirat: Azoknak akik azért olvassák el, hogy megépítsék. (Tyem, kto bugyet csitaty, stobi sztoity.)
- 1929-ben: A bolygóközi tér meghódítása. (Zavojevanyije mezsplanyetnih prosztransztv.)

## Szakmai sikerek
Szakmai munkásságának emlékére a Hold túlsó oldalán krátert neveztek el róla.